# Vaterpolski klub Vela Luka
Vaterpolski klub Vela Luka je vaterpolski klub iz Vele Luke.
Klub je osnovan 1953.godine.  Klub se natjecao u mnogim vaterpolo ligama bivše SFRJ, kao i u Republici Hrvatskoj.
Zbog financijskih problema klub je 1996. godine privremeno prekinuo rad, no ponovno je osnovan 26.travnja 2001.godine, te je nastavio s radom .

## Unutrašnje poveznice
- ŽVK Vela Luka